# Vultures (canção)
Vultures é o single de estreia da dupla americana de hip-hop ¥$, composto pelo rapper Ye e pelo cantor Ty Dolla Sign, com a participação do rapper americano Bump J e do rapper Lil Durk. É o single principal e a faixa-título do álbum colaborativo da dupla, Vultures 1. Após uma prévia na WPWX Power 92 Chicago seis dias antes de seu lançamento, a canção foi lançada em 22 de novembro de 2023. A música foi escrita por Kanye West, Ty Dolla Sign, Cyhi the Prynce e Fya Man. Foi produzida por West e Ty Dolla Sign, bem como Ambezza, Gustave Rudman Rambali, Ojivolta, Wheezy, Chordz e Juice. Um remix produzido por Havoc do Mobb Deep foi lançado no dia 8 de fevereiro de 2024.

## Antecedentes e lançamento
No dia 23 de outubro de 2023, Ty Dolla Sign anunciou um álbum colaborativo com West, nomeado ¥$, juntamente com o anúncio de eventos ao vivos. No entanto, nenhum desses eventos aconteceu. Antes do lançamento, surgiu na internet um trecho da canção. Posteriormente, o DJ Pharris anunciou que a faixa seria apresentada em seu programa de rádio, Power 92 Chicago. Essa versão da música apresentava West ao lado de Ty Dolla Sign, Bump J e Lil Durk.  
A música foi lançada nas plataformas de streaming em 22 de novembro de 2023, sem a participação de Lil Durk. Após a reação negativa dos fãs face à remoção, uma versão da música com Lil Durk foi lançada no dia seguinte.

## Composição
Segundo a revista American Songwriter, a canção "tem um ritmo de trap-rap relativamente gentil e calmo."

## Controvérsias
Vultures conta com um verso sobre os comentários antissemitas de West:
"How I'm anti-semitic? I just fucked a Jewish bitch,"

(Tradução livre: Como sou antissemita? Acabei de foder uma puta judia)
Após o lançamento da música, a letra foi muito criticada pelos meios de comunicação, que consideraram o verso antissemita. Vários dias depois, surgiu um vídeo de West e Chris Brown juntos em uma festa em Dubai, dançando e rindo juntos ao som da música, o que também foi alvo de críticas.